# Fidel Binz

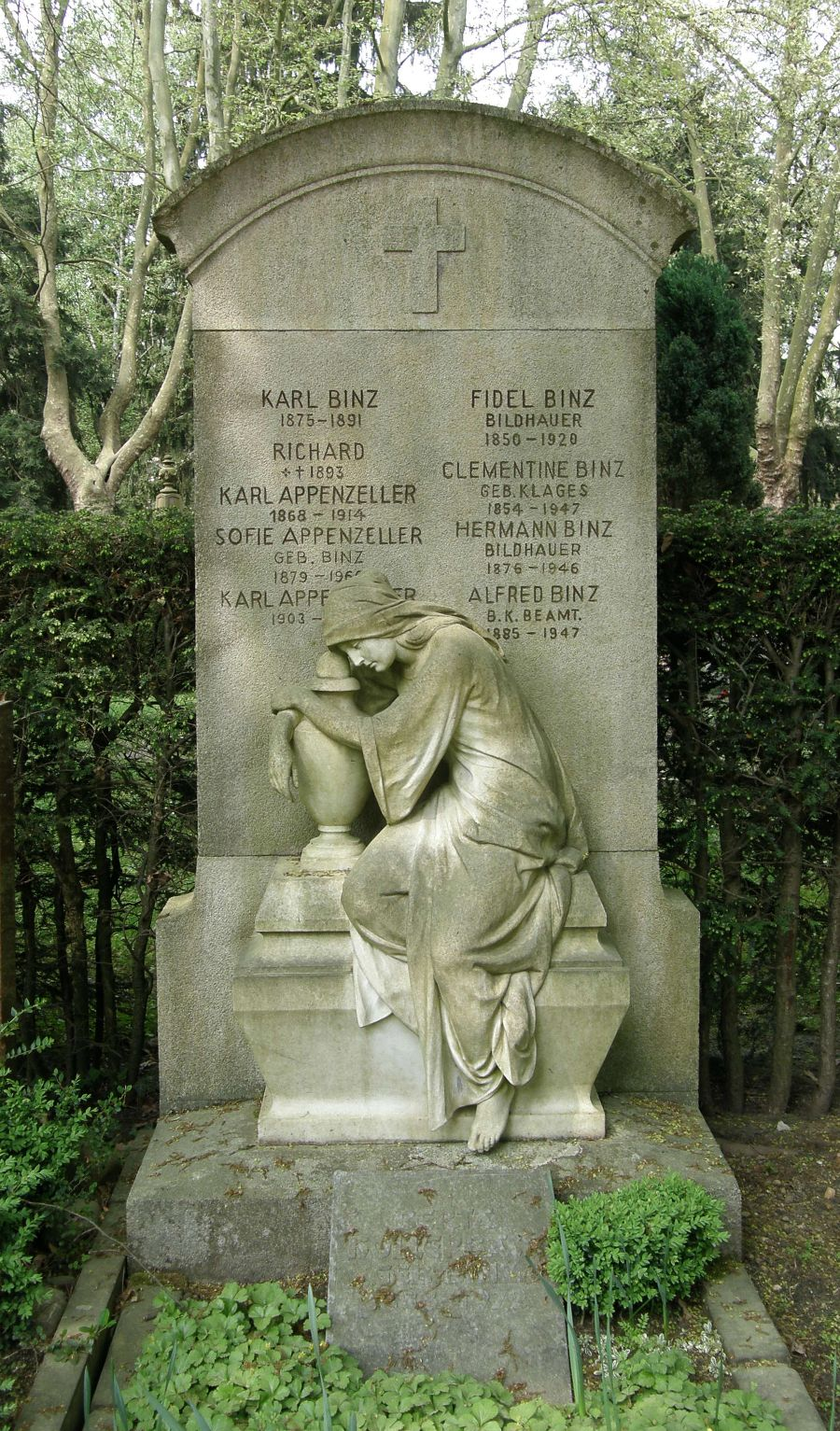
Grab und Skulptur von Fidel Binz

Fidel Binz (* 22. November 1850 in Mahlberg; † 12. März 1920) war ein deutscher Bildhauer.

## Leben
Fidel Binz wurde als Sohn eines Privatiers in Mahlberg in der Ortenau geboren. Am 24. Oktober 1868 begann er das Studium an der Bildhauerschule der Akademie der Bildenden Künste München. Später unterhielt er in Karlsruhe eine Werkstatt für Grabmalkunst und Bauplastik, in der er ab 1874 den damals 15-jährigen Theodor Hengst ausbildete. Insbesondere seine Modelle für Galvanoplastiken, die er für die WMF-Abteilung für Galvanoplastik in Geislingen an der Steige fertigte, waren sehr geschätzt. Viele haben sich auf deutschen (und ehemals deutschen) Friedhöfen erhalten.
Binz war verheiratet mit Clementine Binz geb. Klages (1854–1947), sie hatten drei Kinder. Sein Sohn Hermann Binz (1876–1946) wurde ebenfalls Bildhauer. Fidel Binz starb 1920 und wurde auf dem Hauptfriedhof Karlsruhe beigesetzt. Sein Grab schmückt eine seiner Grabmalsskulpturen.

## Werke
Vor allem auf dem Hauptfriedhof Karlsruhe sind zahlreiche Skulpturen aus seiner Werkstatt (meist signiert „Binz“) erhalten:

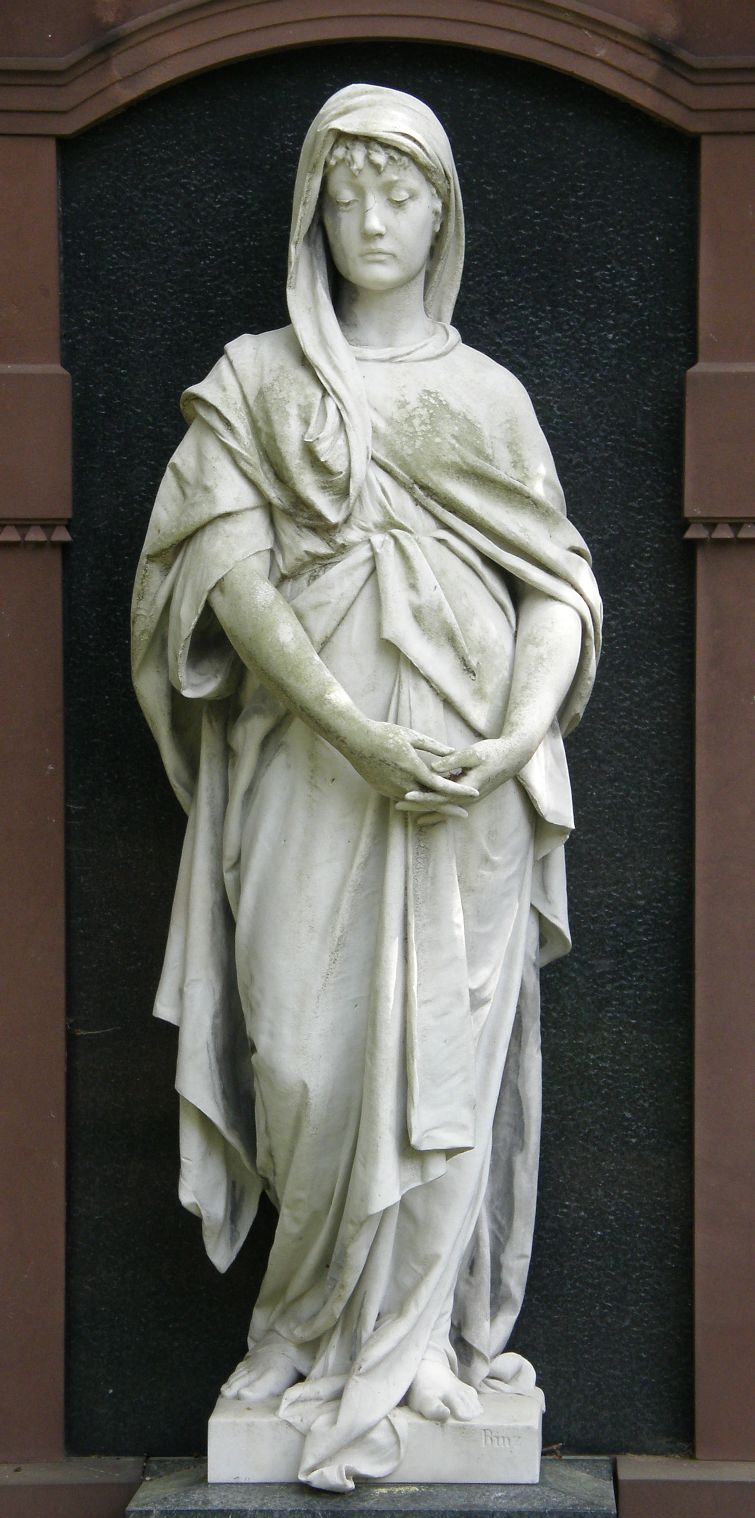
Grabmal Albert Seyfried (um 1890)
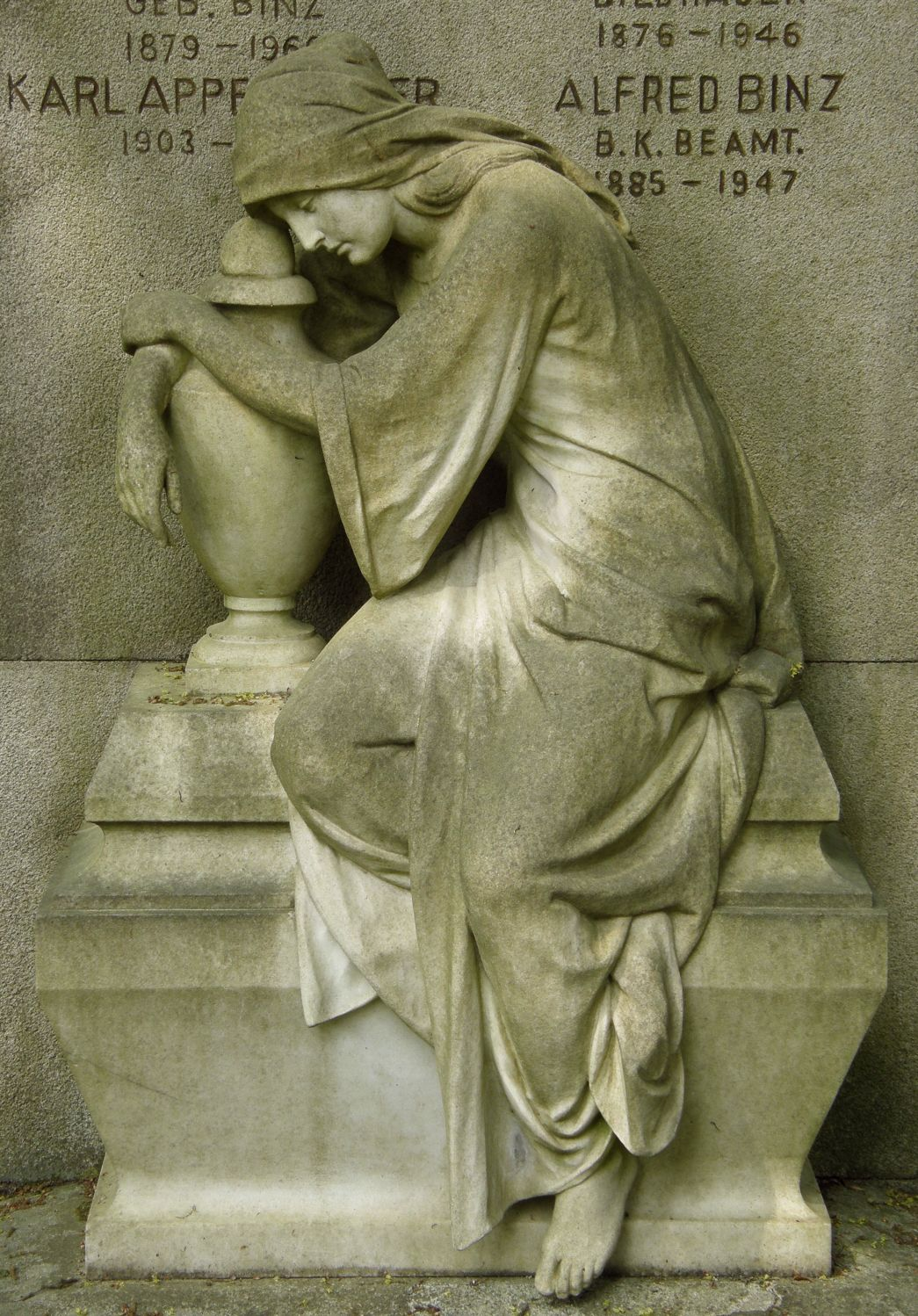
Grabmal Binz (um 1891)
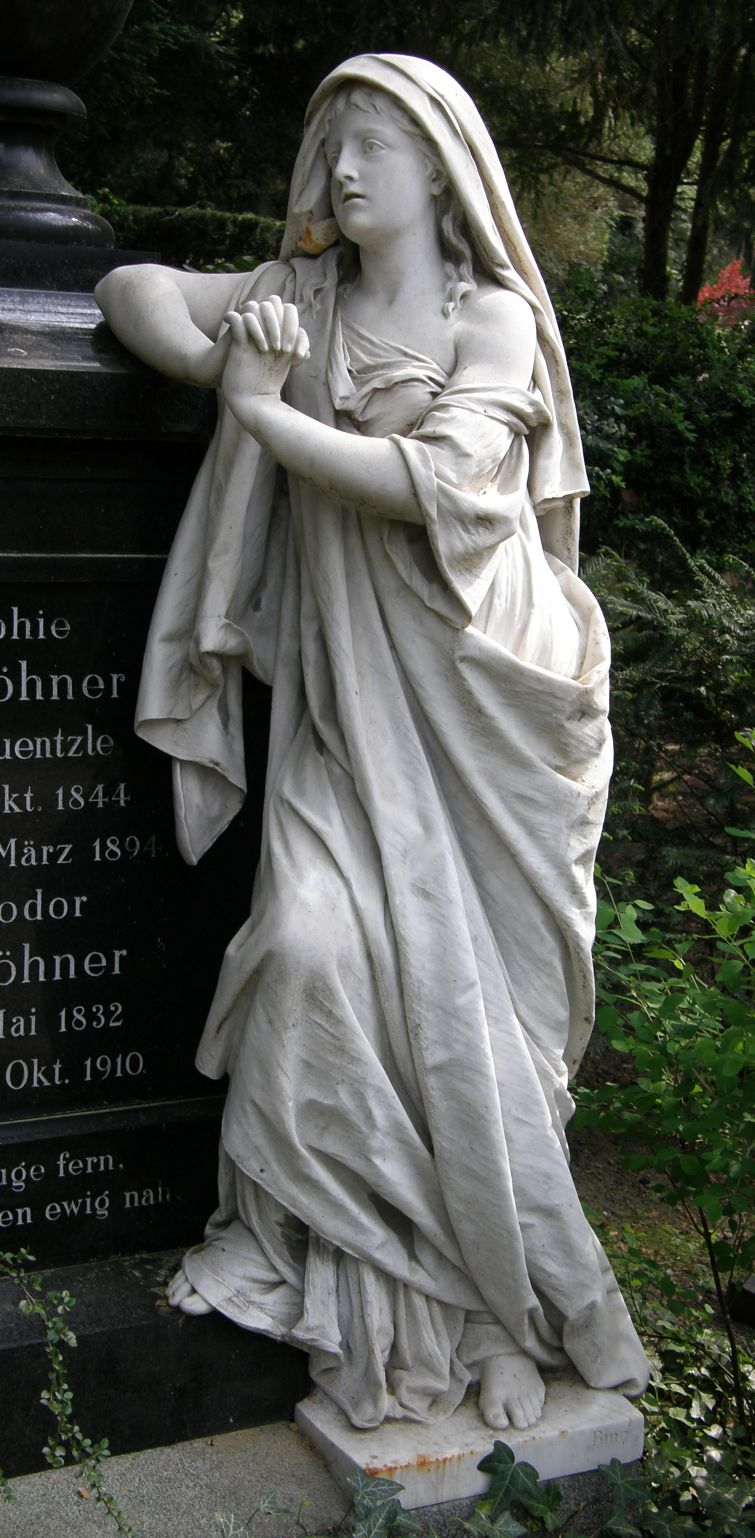
Grabmal Weylöhner (um 1894)
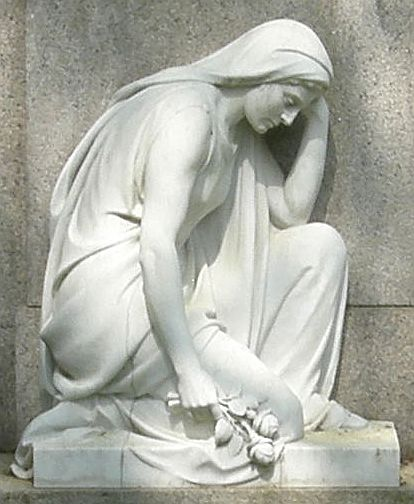
Grabmal Jacobi (um 1910)

- Grabmal Kirnberger (um 1870)
- Grabmal Karl Drais (um 1891)
- Grabmal Bregenzer (um 1895)
- Grabmal Blos (um 1896)
- Grabmal Ida Zutt (um 1896)
- Grabmal Amalie Sönning (um 1903)
- Grabmal Merkt (um 1905)
- Grabmal Uhring (um 1907)
- Grabmal Wilhelm Friedrich (um 1908)
- Grabmal Wilhelm Stieder (1914)
- Grabmal Albert Wolff (um 1916)
- Grabmal Cassin (ohne Datum)
- Grabmal Jung-Stilling (ohne Datum)